# Ronda AG
Ronda AG je švýcarský výrobce hodinových strojků se sídlem v obci Lausen v kantonu Basilej-venkov.

## Historie

Hodinový strojek Ronda

Rodinný podnik, který vede již třetí generace, založil v roce 1946 William Mosset a zpočátku vyráběl náhradní díly pro různé hodinkové strojky. V roce 1952 začala Ronda licenčně vyrábět hodinářské polotovary pro cizí společnosti. V roce 1961 následovala výroba vlastních surových strojků a od roku 1974 výroba vlastních quartzových strojků. Pro nedostatek poptávky byla výroba mechanických strojků koncem 80. let zcela ukončena. Po dalším rozvoji společnosti Ronda v oblasti různých technologií se představenstvo koncem roku 2011 rozhodlo znovu vstoupit do mechanického segmentu.
V současnosti (2024) má firma v rámci Švýcarska provozovny v Lausenu, Stabiu a Courtu, dále vyrábí ve třech provozech v Thajsku a má jednu dceřinou společnost v Hongkongu. V provozovně v Stabiu se Ronda věnuje montáži hodinek pro jiné hodinářské firmy. Celá skupina Ronda Gruppe má přibližně 1000 zaměstnanců po celém světě.